# Tipula (Acutipula) subintacta
Tipula (Acutipula) subintacta is een tweevleugelige uit de familie langpootmuggen (Tipulidae). De soort komt voor in het Palearctisch gebied.